# Číslicové řazení
Číslicové řazení nebo také radix sort  je řadicí algoritmus, který řadí celá čísla postupným procházením všech číslic (často se vstupní čísla převádějí do soustavy o jiném základu, odtud tedy název). Jelikož celočíselné hodnoty mohou reprezentovat řetězce (jména, data apod.), a dokonce i vhodně formátovaná čísla s plovoucí desetinnou čárkou, algoritmus není omezen pouze na řazení celých čísel.
Většina digitálních počítačů vnitřně reprezentuje všechna data jako binární čísla, nejpřirozenější je pro něj tedy řazení podle skupin bitů (tj. podle číslic o základu 8, 16, 32, 256 apod.).
V některých případech lze dosáhnout asymptotické časové složitosti až O(n) (dolní hranice). Obecně je časová složitost číslicového řazení O((z+n)*logzu), kde z je základ zvolené číselné soustavy, n počet čísel na vstupu a u je maximální rozmezí čísel na vstupu. Tedy pokud zvolíme za základ soustavy počet čísel na vstupu (z=n), dostáváme složitost O(n*lognu). Pokud je rozmezí čísel polynomiálně velké k velikosti vstupu, lze tedy dosáhnout časové složitosti O(n). Pro neomezeně velký rozsah vstupních čísel se číslicové řazení nehodí.